# Gary (Indiana)
Gary és una població dels Estats Units a l'estat d'Indiana. Segons el cens del 2000 tenia 102.746 habitants.

## Demografia
Segons el cens del 2000, Gary tenia 102.746 habitants, 38.244 habitatges, i 25.623 famílies. La densitat de població era de 789,8 habitants/km².
Dels 38.244 habitatges en un 31,2% hi vivien nens de menys de 18 anys, en un 30,2% hi vivien parelles casades, en un 30,9% dones solteres, i en un 33% no eren unitats familiars. En el 28,9% dels habitatges hi vivien persones soles el 9,4% de les quals corresponia a persones de 65 anys o més que vivien soles. El nombre mitjà de persones vivint en cada habitatge era de 2,66 i el nombre mitjà de persones que vivien en cada família era de 3,28.
Per edats la població es repartia de la següent manera: un 29,9% tenia menys de 18 anys, un 10,1% entre 18 i 24, un 25,1% entre 25 i 44, un 22,2% de 45 a 60 i un 12,8% 65 anys o més.
L'edat mediana era de 34 anys. Per cada 100 dones de 18 o més anys hi havia 78 homes.
La renda mediana per habitatge era de 27.195$ i la renda mediana per família de 32.205$. Els homes tenien una renda mediana de 34.992$ mentre que les dones 24.432$. La renda per capita de la població era de 14.383$. Entorn del 22,2% de les famílies i el 25,8% de la població estaven per davall del llindar de pobresa.

## Poblacions més properes
El següent diagrama mostra les poblacions més properes.

## Personatges il·lustres
- Paul Samuelson (1915-2009), economista, Premi Nobel d'Economia de 1970.
- Joseph Eugene Stiglitz (1943), economista, Premi Nobel d'Economia de 2001.
- Michael Jackson (1958-2009), cantant, compositor i ballarí.
- Janet Jackson (1966), germana de l'anterior.